# Pleurothallis solium
Pleurothallis solium är en orkidéart som beskrevs av Carlyle August Luer. Pleurothallis solium ingår i släktet Pleurothallis och familjen orkidéer. Inga underarter finns listade i Catalogue of Life.